# Kobayashi-san chi no Maid Dragon
Kobayashi-san chi no Maid Dragon (jap. 小林さんちのメイドラゴン Kobayashi-san chi no meidoragon) – manga autorstwa Coolkyousinnjya. Seria jest publikowana w magazynie „Gekkan Action” wydawnictwa Futabasha od maja 2013 roku.
Adaptacja w formie serialu anime została wyprodukowana przez studio Kyoto Animation i była emitowana w Japonii od stycznia do kwietnia 2017 roku. 2 lutego 2019 ogłoszono powstanie drugiego sezonu serialu. Nazwany on został Kobayashi-san chi no Maid Dragon S i miał swoją premierę w lipcu 2021 roku. 
Na rok 2022 przewidziana jest gra o nazwie Miss Kobayashi's Dragon Maid: Sakuretsu!! Chorogon Breath.

## Fabuła
Gdy pracownica biurowa i programistka Kobayashi szykuje się do pracy, tuż przed drzwiami wejściowymi wita ją wielki smok. Smok natychmiast przemienia się w ludzką dziewczynę w stroju pokojówki i przedstawia się jako Tohru. Okazuje się, że podczas pijackiej wycieczki w góry poprzedniej nocy Kobayashi natknęła się na smoka, który twierdził, że pochodzi z innego świata. Następnie Kobayashi usunęła święty miecz z pleców Tohru, zyskując jej wdzięczność. Ponieważ Tohru nie ma gdzie się zatrzymać, Kobayashi proponuje, by smoczyca zamieszkała w jej domu i została jej pokojówką, na co ta zgadza się, zakochawszy się w Kobayashi.
Mimo że Tohru dobrze radzi sobie w pracach domowych, okazuje się być niekonwencjonalną postacią, czasami straszącą Kobayashi i często sprawiającą jej więcej kłopotów niż pożytku. Dodatkowo, sama obecność Tohru przyciąga inne smoki, bogów i mityczne istoty do jej nowego domu. Jeden z tych smoków, Kanna, pojawia się u drzwi Kobayashi, żądając, aby Kobayashi odesłała Tohru do innego świata. Okazuje się jednak, że ta została wygnana z innego świata, a ponieważ nie miała gdzie się zatrzymać, Kobayashi przygarnia ją i staje się jej opiekunką. Gdy Tohru i Kanna zadomawiają się w ludzkim świecie, Kobayashi zaczyna myśleć o nich jak o rodzinie.

## Bohaterowie

### Główni
Kobayashi (jap. 小林)
Seiyū: Mutsumi Tamura 
Tohru (jap. トール Tōru)
Seiyū: Yūki Kuwahara 
Kanna Kamui (jap. カンナカムイ)
Seiyū: Maria Naganawa 

### Smoki
Elma (jap. エルマ Eruma)
Seiyū: Yūki Takada 
Lucoa (jap. ルコア Rukoa)
Seiyū: Minami Takahashi 
Fafnir (jap. ファフニール Fafunīru)
Seiyū: Daisuke Ono 
Ilulu (jap. イルル Iruru)
Seiyū: Tomomi Mineuchi 
Damocles, Cesarz Zagłady (jap. 終焉帝 Shūentei)
Seiyū: Takayuki Sugō 

### Ludzie
Makoto Takiya (jap. 滝谷 真 Takiya Makoto)
Seiyū: Yuichi Nakamura 
Riko Saikawa (jap. 才川 リコ Saikawa Riko)
Seiyū: Emiri Katō 
Georgie Saikawa (jap. 才川 ジョージー Saikawa Jōjī)
Seiyū: Yuko Goto 
Shōta Magatsuchi (jap. 真ヶ土 翔太 Magatsuchi Shōta)
Seiyū: Kaori Ishihara 
Taketo Aida (jap. 会田 タケト Aida Taketo)
Seiyū: Hiro Shimono 

## Manga
Pierwszy rozdział mangi został opublikowany 25 maja 2013 w miesięczniku „Gekkan Action”. W tym samym magazynie ukazują się również 4 spin-offy mangi. W Ameryce Północnej licencję na serię zakupiło Seven Seas Entertainment, które pierwszy tom wydało w październiku 2016 roku.

### Kobayashi-san chi no Maid Dragon
| Nr | Data wydania (język japoński) | ISBN (język japoński)  |
| -- | ----------------------------- | ---------------------- |
| 1  | 10 maja 2014                  | ISBN 978-4-575-84405-4 |
| 2  | 10 lutego 2015                | ISBN 978-4-575-84570-9 |
| 3  | 10 września 2015              | ISBN 978-4-575-84679-9 |
| 4  | 12 maja 2016                  | ISBN 978-4-575-84796-3 |
| 5  | 12 grudnia 2016               | ISBN 978-4-575-84894-6 |
| 6  | 12 lipca 2017                 | ISBN 978-4-575-85002-4 |
| 7  | 12 kwietnia 2018              | ISBN 978-4-575-85134-2 |
| 8  | 12 lutego 2019                | ISBN 978-4-575-85267-7 |
| 9  | 12 listopada 2019             | ISBN 978-4-575-85374-2 |
| 10 | 11 sierpnia 2020              | ISBN 978-4-575-85476-3 |
| 11 | 10 czerwca 2021               | ISBN 978-4-575-85589-0 |
| 12 | 12 stycznia 2022              | ISBN 978-4-575-85679-8 |

### Kobayashi-san chi no Maid Dragon: Kanna no nichijō
| Nr | Data wydania (język japoński) | ISBN (język japoński)  |
| -- | ----------------------------- | ---------------------- |
| 1  | 28 marca 2017                 | ISBN 978-4-575-84948-6 |
| 2  | 12 lipca 2017                 | ISBN 978-4-575-85003-1 |
| 3  | 12 października 2017          | ISBN 978-4-575-85044-4 |
| 4  | 10 lutego 2018                | ISBN 978-4-575-85105-2 |
| 5  | 10 czerwca 2018               | ISBN 978-4-575-85105-2 |
| 6  | 12 lutego 2019                | ISBN 978-4-575-85268-4 |
| 7  | 12 grudnia 2019               | ISBN 978-4-575-85389-6 |
| 8  | 11 sierpnia 2020              | ISBN 978-4-575-85477-0 |
| 9  | 12 lipca 2021                 | ISBN 978-4-575-85600-2 |
| 10 | 12 lutego 2022                | ISBN 978-4-575-85692-7 |

### Kobayashi-san chi no Maid Dragon: Elma no OL nikki
| Nr | Data wydania (język japoński) | ISBN (język japoński)  |
| -- | ----------------------------- | ---------------------- |
| 1  | 11 maja 2018                  | ISBN 978-4-575-85151-9 |
| 2  | 12 lutego 2019                | ISBN 978-4-575-85269-1 |
| 3  | 12 grudnia 2019               | ISBN 978-4-575-85390-2 |
| 4  | 11 sierpnia 2020              | ISBN 978-4-575-85478-7 |
| 5  | 11 sierpnia 2021              | ISBN 978-4-575-85619-4 |
| 6  | 12 lutego 2022                | ISBN 978-4-575-85691-0 |

### Kobayashi-san chi no Maid Dragon: Lucoa wa boku no xx desu
| Nr | Data wydania (język japoński) | ISBN (język japoński)  |
| -- | ----------------------------- | ---------------------- |
| 1  | 12 listopada 2019             | ISBN 978-4-575-85373-5 |
| 2  | 11 sierpnia 2020              | ISBN 978-4-575-85479-4 |
| 3  | 11 sierpnia 2021              | ISBN 978-4-575-85618-7 |
| 4  | 12 stycznia 2022              | ISBN 978-4-575-85680-4 |

### Kobayashi-san chi no Maid Dragon: okomorigurashi no Fafnir
| Nr | Data wydania (język japoński) | ISBN (język japoński)  |
| -- | ----------------------------- | ---------------------- |
| 1  | 12 lipca 2021                 | ISBN 978-4-575-85599-9 |
| 2  | 10 marca 2022                 | ISBN 978-4-575-85699-6 |

## Anime
18 kwietnia 2016 r. na okładce czwartego tomu serii pojawiła się informacja, że została wydana zgoda na adaptację serialu anime. Serial został wyreżyserowany przez Yasuhiro Takemoto z Kyoto Animation i był emitowany w Japonii między 12 stycznia a 6 kwietnia 2017 roku. Yuka Yamada zajęła się kompozycją serii, Miku Kadowaki zaprojektowała postacie, Nobuaki Maruki pełnił funkcję głównego reżysera animacji, a muzykę skomponował Masumi Itō. Crunchyroll nadawał serial poza Azją w trakcie jego emisji, a 1 lutego 2017 Funimation udostępniło wersję z angielskim dubbingiem. Oryginalna animacja wideo została wydana na Blu-ray i DVD wraz z siódmym tomem 20 września tego samego toku. Motywem przewodnim jest „Aozora no rhapsody” (jap. 青空のラプソディ) autorstwa Fhány, a motywem końcowym jest „Ishukan communication” (jap. イシュカン・コミュニケーション) w wykonaniu Yūki Kuwahary, Marii Naganawy, Minami Takahashi i Yūki Takady.
Drugi sezon został zapowiedziany wraz z wydaniem ósmego tomu mangi 12 lutego 2019. Jego status był przez pewien czas nieznany po śmierci Takemoto w wyniku pożaru w studiu Kyoto Animation. Zatytułowany Kobayashi-san chi no Maid Dragon S (jap. 小林さんちのメイドラゴンS Kobayashi-san chi no meidoragon S), sezon został wyemitowany między 8 lipca a 23 września 2021 roku. Kyoto Animation powróciło do produkcji tego sezonu. Tatsuya Ishihara zastąpił Takemoto na stanowisku reżysera, chociaż Takemoto jest wymieniony jako „reżyser serii” pod Ishiharą. Yuka Yamada powróciła, by nadzorować scenariusze serii, Masumi Itō powrócił jako kompozytor muzyki, a Miku Kadowaki i Nobuaki Maruki powrócili odpowiednio jako projektant postaci i główny reżyser animacji. Członkowie obsady również ponownie wcielili się w swoje role. Odcinek OVA został wydany na Blu-ray i DVD wraz ze specjalnym tomem „Volume S” 19 stycznia 2022 roku. Motywem przewodnim jest „Ai no supreme!” (jap. 愛のシュプリーム！) autorstwa Fhány, a motywem kończącym pierwsze 11 odcinków jest „Maid With Dragons” w wykonaniu Super Chorogons. W finale sezonu, „Aozora no rhapsody” rozbrzmiewa jako motyw końcowy; utwór pojawia się również na krótko w odcinku trzecim.